# Barabás István (festő)
Barabás István (Lapusnyak, 1914. január 19. – Marosvásárhely, 2007. február 12.) erdélyi magyar festő, rajztanár, Bortnyik Irén festő férje.

## Életpályája
A marosvásárhelyi gimnáziumban Gulyás Károly, a Városi Festőiskolában 1932–36 között Aurel Ciupe és Daday Gerő, 1933 nyarán Nagybányán pedig Krizsán János volt a tanára.  Az 1930-as évektől Marosvásárhelyen élt. 1950–76 között a Művészeti Líceum egyik létrehozója és tanára volt. Tagja volt a Romániai Képzőművészek Szövetségének, 1951-től pedig a marosvásárhelyi szervezet elnöke.

## Munkássága
Realista szemléletű festő. Pasztelljei tájképek, portrék, olajfestményeinek kedvelt témái a lovak és bivalyok a tájban.

### Egyéni kiállításai
- 1936 • Marosvásárhely (feleségével, Bortnyik Irénnel) • Berlin
- 1938, 1941, 1958 • Marosvásárhely
- 1941-42 • Pécs • Mohács • Győr
- 1943 • Déri Múzeum, Debrecen
- 1976 • Marosvásárhely
- 1978, 1984 • Marosvásárhely
- 2015 • Marosvásárhely

### Válogatott csoportos kiállításai
- 1950-60 • Állami képzőművészeti kiállítások, Bukarest
- 1954 • XXVI. Velencei Biennálé, Velence
- Romániai művészek kiállításai • Bécs (1956), Moszkva, Párizs, Budapest, Berlin, Prága (1963)
- 1961 • Országos Portrékiállítás, Bukarest
- 1966, 1971 • Festészeti és Szobrászati Biennálé, Bukarest
- 1974 • New York
- 1990 • Pittsburg, Washington, Philadelphia
- 1995 • Marosvásárhelyi képzőművészek kiállítása  • Vármegye Galéria, Budapest

Művei megtalálhatók a gyergyószárhegyi Kortárs Galériában,  a pécsi Janus Pannonius Múzeumban, valamint a  marosvásárhelyi Képtárban.

## Díjai
- Román Népköztársaság Állami Díja, 1953
- Románia Szocialista Köztársaság csillagérdemrend 5. fokozata, 1964